# Брати Ахмадови
Брати Ахмадови (чеч. АхмадовгӀа́р; Увайс, Руслан, Різван, Апті, Імран, Абу, Рамзан, Хута і Зелімхан ) —  дев'ять братів з тайпу Гендарганой , що брали участь у Першій і Другій російсько-чеченських війнах .
Керували об'єднаними у складі Ісламської бригади джамаатами ЧРІ .
У 1996—1999 роках контролювали своє рідне місто Урус-Мартан.
Від інших командирів Збройних сил ЧРІ відрізнялися особливою жорстокістю .

## Біографія
Клан Ахмадових включав кілька десятків імен активних учасників Першої і Другої російсько-чеченських воєн. Найбільш відомими серед них були дев'ять рідних братів: Увайс, Руслан, Різван, Апті, Імран, Абу, Рамзан, Хута та Зелімхан .

### Список Ахмадових

#### За старшинством
- Ахмадов Увайс Адланович (1952 р.н.) — колишній начальник Урус-Мартановського районного відділу шаріатської держбезпеки [5];
- Ахмадов Руслан Адланович (1954 — 2020) — член Маджліс-уль-Шури моджахедів Кавказу [1];
- Ахмадов Різван Адланович (1957 — 2002) — командувач Урус-Мартанівським і Грозненським секторами ЗС ЧРІ [1];
- Ахмадов Апті Адланович (1961 — 2000) — польовий командир [1];
- Ахмадов Таїр (? — 2001) — активний учасник російсько-чеченських воєн [5];
- Ахмадов Імран Адланович (? — ?) — польовий командир, засновник навчальних таборів у Грузії [5];
- Ахмадов Абу Адланович (1966 — 2000) — амір джамаата [1];
- Ахмадов Рамзан Адланович (1970 — 2001) — бригадний генерал ЗС ЧРІ [1] ;
- Ахмадов Хута (Абдуррахман) Адланович (1972 — 1999) — амір джамаата [11] ;
- Ахмадов Зелімхан Адланович (1975 — 2002) — командувач Грозненським сектором ЗС ЧРІ [1];
- Ахмадов Муса (? — ?) — амір джамаата;
- Ахмадов Іса Увайсович (? — 2000) — амір Чечен-Аульського джамаату.

## Участь у військових конфліктах
Війна в Афганістані (1979—1989)
Громадянська війна в Таджикистані
Війна в Абхазії (1992—1993)
Перша російсько-чеченська війна
Дагестанська війна
Друга російсько-чеченська війна

## Міжвоєнний період
У середині 1997 року брати Ахмадови взяли під повний контроль Урус-Мартан, змістивши з посади мера міста Зарган Мальсагову, а також кадія району . У місті та його околицях було створено бази боійців. Вводився шаріатський суд, застосовувалися тілесні покарання за вживання спиртних напоїв (40 ударів палицями), здійснювалися спроби ввести носіння жінками хіджабів у громадських місцях (зокрема, водіїв автобусів і таксі змушували висаджувати жінок, які не одягли одяг) .
Наприкінці 1997 року за зверненням приставів Шаріатського суду брати Ахмадови доставили до суду генерального прокурора Ічкерії Хаважі Сербієва, який проходив у справі захоплення чужої житлоплощі. У ході затримання Сербієва було побито прикладами за чинення опору. Дізнавшись про це, президент Аслан Масхадов викликав до себе представників джамаатів і надав їм список із 27 осіб, щодо яких шаріат не повинен був поширюватися. Після цього Ахмадови розірвали з Масхадовим всі відносини, сприйнявши це як прояви куфра .
У березні 1998 року 260 бійців Масхадова штурмували будинок Ахмадових з метою звільнення російських міліціонерів, захоплених у Дагестані. Однак цей штурм завершився провалом і втратами  .
У серпні 1998 року на центральній площі Урус-Мартана був вперше публічно виконаний смертний вирок шаріатського суду, який ухвалив розстріляти жителя сусіднього села Гехі, який убив з метою пограбування літню жінку та її 16-річну онучку .
17 грудня 1998 року в центрі міста Грозного відбувся мітинг прихильників президента Масхадова, учасники якого, серед іншого, вимагали навести лад в Урус-Мартанівському районі, де діяв джамаат Ахмадових .
Російська влада у 1999 році неодноразово звинувачувала братів Ахмадових у викраденнях та вбивствах людей, серед яких фігурували імена представника президента Росії Валентина Власова, генерала МВС Росії Геннадія Шпігуна та фотокореспондента ІТАР-ТАРС Володимира Яцини . Стверджувалося, що наказ відрізати голови чотирьом зв'язківцям англійської фірми Granger Telecom і зняти це на відеоплівку віддав Різван Ахмадов  по телефону з представниками посольства Великобританії в Москві, вимагаючи викуп за викрадених співробітників — Руслан Ахмадов, а перевозив відрізані голови співробітників Granger Telecom ще один із братів — Увайс Ахмадов. У 2005 році Шаміль Басаєв спростовував причетність Ахмадових до вбивства англійців .

## Зовнішні посилання
- Хто такі брати Ахмадови Архівна копія
- Руслан Ахмадов пішов по етапу Архівна копія